# مطبخ بيليزي
المطبخ البيليزي (بالإنجليزية: Cuisine of Belize)‏ هو خليط من كل الأعراق الموجودة في دولة بليز، على التوالي واسعة ومتنوعة من الأطعمة. الفطور يتكون من الخبز والفطائر والدقيق أو الرافعات الزريعة التي غالبا محلية الصنع. وهو يؤكل مع أنواع المختلفة للجبن والفول المقلي بأشكال مختلفة من البيض أو الحبوب يكون مع تناول الإفطار ما يسمى «بشرب الشاي». وجبات الطعام نختلف في منتصف النهار وتكونوأخف وزنا من المواد الغذائية مثل الارز والفول والفاصوليا أو الأرز مع أو بدون حليب جوز الهند . وفطائر اللحم، حساء البصل (بالإنجليزية: escabeche)‏ ، chirmole (حساء)، حساء الدجاج وgarnaches (الفطائر المقلية مع الفول والجبن وصلصة) لمختلف تشكل العشاء الذي يشارك فيه بعض نوع من الأرز الفاصوليا واللحوم وسلطة أو سلطة الكرنب. وجبات الطعام في المناطق الريفية قد تكون أكثر بساطة مما كانت عليه في المدن، وتستخدم شعوب المايا recado (لايوجد لها مرادف بالعربية) الذرة أو الذرة بالنسبة لمعظم وجباتهم الغذائية، والكسافا (لا سيما في جعل هدأوت) والخضروات. الأمة البليزية تزخر بالعديد من المنشآت والمطاعم والوجبات السريعة بيع بسعر رخيص نسبيا. الفواكه المحلية شائعة جدا، ولكن الخضار النيئة من الأسواق اقل من ذلك. تناول الطعام هو بالتواصل للأسر والمدارس، وإغلاق بعض الشركات في منتصف النهار لتناول طعام الغداء.

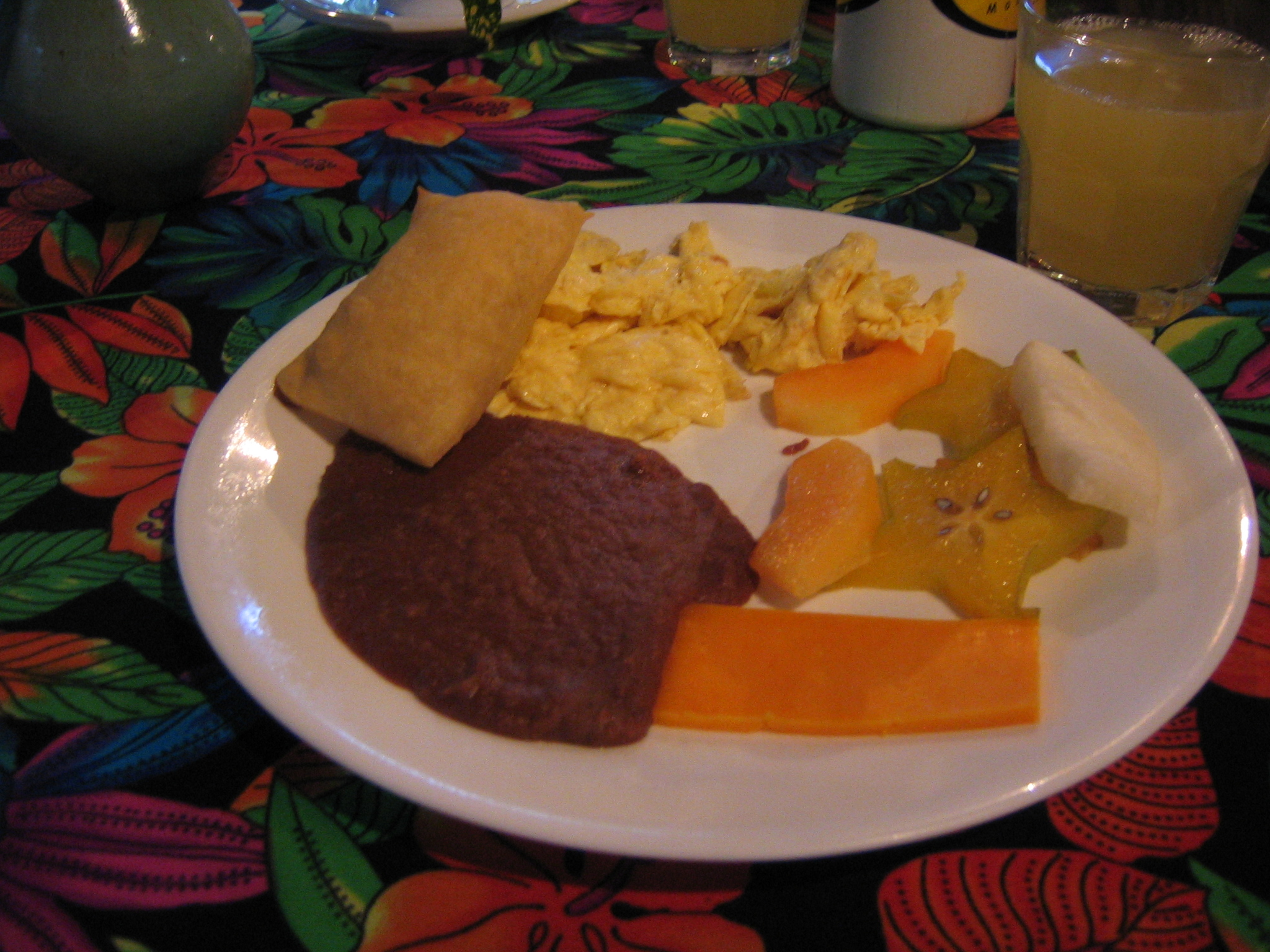
إفطار بيليزي تقليدي.

## الأطباق الشعبية
يحتوي المطبخ البيليزي على الكثير من الأطباق منها:
- تامالز.
- تُرتية.
- دجاج بالكاري.